# 197. Infanterie-Division (Deutsches Kaiserreich)
Die 197. Infanterie-Division war ein Großverband der Preußischen Armee.

## Geschichte
Die Division wurde am 4. August 1916 während des Ersten Weltkriegs an der Ostfront zusammengestellt, kämpfte dort bis zum Waffenstillstand Mitte Dezember 1917 und wurde dann im Februar 1918 an die Westfront verlegt. Hier war sie bis 22. Oktober 1918 im Einsatz und schließlich in Folge der eingetretenen Verluste aufgelöst.

### Gefechtskalender

#### 1916
- 07. bis 13. August – Gefechte am oberen Sereth
- 14. August bis 5. Oktober – Kämpfe nördlich Zborow
- ab 6. Oktober – Stellungskämpfe bei k. u. k. 2. Armee (in Ostgalizien)

#### 1917
- bis 29. Juni – Stellungskämpfe bei k. u. k. 2. Armee (in Ostgalizien)
- 30. Juni bis 6. Juli – Abwehrschlacht östlich Zloczow
- 07. bis 18. Juli – Stellungskämpfe östlich Zloczow
- 19. bis 23. Juli – Durchbruchschlacht in Ostgalizien
  - 19. Juli – Erstürmung der Zlota-Gora
- 23. bis 30. Juli – Verfolgungskämpfe in Ostgalizien
- 31. Juli bis 2. August – Kämpfe um den Zbrucz und zwischen Zbrucz und Sereth
- 03. bis 16. August – Stellungskämpfe zwischen Dnjestr und Zbrucz, am Zbrucz und zwischen Zbrucz und Sereth
- 16. August bis 7. Dezember – Stellungskämpfe am Sereth
- 07. bis 17. Dezember – Waffenruhe
- ab 17. Dezember – Waffenstillstand

#### 1918
- bis 1. Februar – Waffenstillstand
- 01. bis 15. Februar – Transport nach dem Westen
- 15. bis 26. Februar – Reserve der OHL
- 26. Februar bis 26. Mai – Stellungskämpfe nördlich der Ailette
- 27. Mai bis 13. Juni – Schlacht bei Soissons und Reims
  - 27. Mai – Erstürmung der Höhen des Chemin des Dames
- 13. Juni bis 15. August – Stellungskämpfe vor Verdun
- 15. August bis 3. September – Abwehrschlacht zwischen Somme und Oise
  - 12. bis 20. August – Kämpfe auf den Waldbergen nördlich der Matz
- 29. August bis 3. September – Schlacht auf den Höhen von Chevilly und Noyon
- 04. bis 18. September – Kämpfe vor der Siegfriedfront
- 19. September bis 8. Oktober – Abwehrschlacht zwischen Cambrai und St. Quentin
- 09. bis 18. Oktober – Kämpfe vor und in der Hermannstellung
- 22. Oktober – Auflösung der Division

## Gliederung

### Kriegsgliederung vom 23. Februar 1918
- 210. Infanterie-Brigade
  - Jäger-Regiment Nr. 7
  - Ersatz-Infanterie-Regiment Nr. 28
  - Reserve-Infanterie-Regiment Nr. 273
  - 3. Eskadron/2. Hannoversches Ulanen-Regiment Nr. 14
- Artillerie-Kommandeur Nr. 197
  - Feldartillerie-Regiment Nr. 261
- Pionier-Bataillon Nr. 197
- Divisions-Nachrichten-Kommandeur Nr. 197

## Kommandeure
| Dienstgrad   | Name                              | Datum                             |
| ------------ | --------------------------------- | --------------------------------- |
| Generalmajor | Karl Wilhelmi                     | 04. August 1916 bis 12. Juli 1918 |
| Generalmajor | Georg Dietrich von Alt-Sutterheim | 13. Juli bis 22. Oktober 1918     |